# تاين بريج (دائرة انتخابية في المملكة المتحدة)
تاين بريج (بالإنجليزية: Tyne Bridge)‏ هي إحدى الدوائر الانتخابية في المملكة المتحدة الممثلة في مجلس العموم في برلمان المملكة المتحدة.
عضو البرلمان الذي يمثلها حالياً هو :Mr David Clelland (Lab).